# The Cromwell Las Vegas
The Cromwell Las Vegas alternativt The Cromwell Hotel & Casino, tidigare Barbary Coast och Bill's Gamblin' Hall and Saloon, är både ett kasino och ett livsstilshotell som ligger utmed gatan The Strip i Paradise, Nevada i USA. Den ägs och drivs av Caesars Entertainment Corporation. Hotellet har totalt 190 hotellrum medan kasinot har en spelyta på 3 865 kvadratmeter (m2).
Tomten där kasinot är idag, började användas på tidigt 1950-tal när motellet Empey's Desert Villa uppfördes 1952. Den 2 mars 1979 uppfördes ett kasino i anslutning till motellet av Michael Gaughan till en kostnad på $11,5 miljoner. Både hotellet och kasinot fick namnet Barbary Coast. Detta ledde till att Gaughan grundade ett företag med namnet Coast Casinos i syfte att förvalta sina tillgångar. I juli 2004 fusionerades Coast Casinos med Boyd Gaming för $1,3 miljarder. I september 2005 köpte Boyd tomten som Barbary Coast var på och 2007 gav de tomten till Harrah's Entertainment i utbyte mot en annan tomt där Westward Ho Hotel and Casino hade tidigare varit på. Syftet med detta var att Boyd skulle uppföra Echelon Place, ett jättekomplex med kasino och flera hotell till en kostnad på $4,8 miljarder men det blev aldrig färdigställd på grund av den globala finanskrisen och problem under det inledande bygget. 2013 sålde Boyd tomten till Genting Group så Genting kunde uppföra Resorts World Las Vegas. 2007 beslutade Harrah's att Barbary Coast skulle stängas igen den 27 februari och hållas stängt fram till den 1 mars så de kunde sätta upp nya skyltar. Den fick namnet Bill's Gamblin' Hall and Saloon i en hyllning till företagets grundare i Bill Harrah. 2010 blev Harrah's Caesars Entertainment Corporation. I februari 2013 meddelade Caesars att kasinot skulle genomgå en renovering till en kostnad på $185 miljoner. Kasinots hotell skulle bli ett livsstilshotell. I mars meddelade Caesars att kasinot skulle få namnet Gansevoort Las Vegas på grund av ett samarbete med lyxhotellkedjan Gansevoort Hotel Group. I oktober avbröt Caesars samarbetet efter man blev nekad av Massachusetts spelkommission till att driva ett kasino på hästkapplöpningsbanan Suffolk Downs i East Boston efter det framkom under behandlingen av Caesars spellicens, att en av investerarna i Gansevoort Hotel Group hade kopplingar till den ryska maffian. Den 31 januari 2014 blev det offentligt att kasinot skulle heta sitt nuvarande namn. Kasinot invigdes den 21 april medan hotellet invigdes den 21 maj.